# پایگاه داده کلید–مقدار

یک کارت جدولی اطلاعات که برای موتور تحلیلی بابیج پیشنهاد شده‌است و یک جفت کلید ارزش در این مثال یک شماره و پایه آن-ده لگاریتم.

بانک اطلاعاتی کلید-مقدار(به انگلیسی key–value database) یا انباره کلید مقدار(به انگلیسی key–value store)، یک الگوی ذخیره داده‌است که برای ذخیره، بازیابی و مدیریت آرایه‌های انجمنی طراحی شده‌است، و ساختمان داده‌های آن امروزه بیشتر به عنوان یک دیکشنری یا جدول درهم‌سازی شناخته می‌شود. دیکشنری‌ها شامل مجموعه اشیاء یا رکوردها هستند که به نوبه خود دارای ستون‌های عناوین(FIELD)مختلفی در درون آنها هستند که هر یک حاوی داده‌است. این رکوردها با استفاده از یک کلید که به‌طور جداگانه رکورد را شناسایی می‌کند، ذخیره و بازیابی می‌شوند و برای یافتن داده‌ها در پایگاه داده استفاده می‌شود.

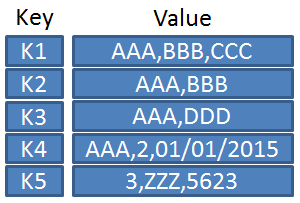
جدولی که مقادیر داده‌های فرمت شده متفاوت با کلیدهای مختلف را نشان می‌دهد